# Atriplex muelleri
Atriplex muelleri är en amarantväxtart som beskrevs av George Bentham. Atriplex muelleri ingår i släktet fetmållor, och familjen amarantväxter. Inga underarter finns listade i Catalogue of Life.